# オリーヴの枝を持つ天使
『オリーヴの枝を持つ天使』（オリーヴのえだをもつてんし、仏: Ange tenant un rameau d' olivier、英: Angel with an olive branch）は、初期フランドル派の画家ハンス・メムリンクが1475-1480年に樫板上に油彩で制作した絵画である。本来、神聖ローマ皇帝カール5世の叔母であったマリア・フォン・エスターライヒが16世紀初頭に所有し、ブルー (Brou) の修道院に献上した三連祭壇画の左翼パネルの断片であることはほぼ間違いない。作品は、1993年にパリのルーヴル美術館に購入された。

## 作品

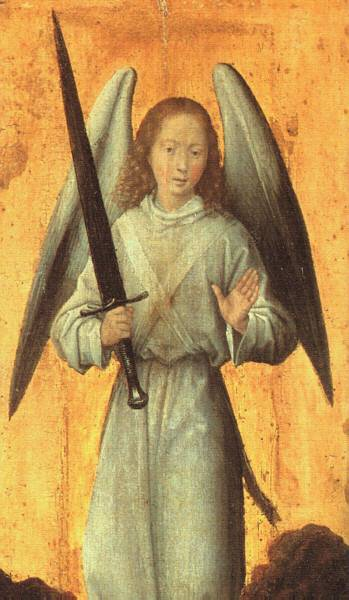
ハンス・メムリンク『剣を持つ天使 (大天使ミカエル)』 (ウォレス・コレクション、ロンドン)

ハプスブルク家のネーデルラント総督であったマリア・フォン・エスターライヒが所有していた三連祭壇画は、ロヒール・ファン・デル・ウェイデンとハンス・メムリンクという異なる世代の画家が共同制作した稀に見る作品であった。
聖母マリアの腕に抱かれる悲しみの人イエス・キリストを描いた中央パネルはファン・デル・ウェイデンの手になるものであったが、消失したため現存しない。中央パネルの両翼として、1475-1480年にメムリンクは、ほぼ完全な形で残っている右翼パネル『剣を持つ天使 (大天使ミカエル)』 (ウォレス・コレクション、ロンドン) と左翼パネルの断片である本作を制作した。本作は本来かなり大きめで、天使の全身像が描かれていた。
この絵画の金地の背景は初期フランドル派美術としては珍しいもので、天上の領域を象徴している。天使がユリの花の代わりに持つオリーヴの枝も稀なモティーフで、イタリアのルネサンス美術からの借用である。